# Piotr Niedźwiedzki (marszałek)
Piotr Niedźwiedzki herbu Starykoń – marszałek dworu króla Władysława II Jagiełły w latach 1410–1419, krajczy (1414–1423) i stolnik krakowski (od 1433).

## Życiorys
Niedźwiedzki był jednym z najbardziej doświadczonych polskich dowódców. Oprócz udziału w wielkiej wojnie z zakonem krzyżackim w latach 1409–1411 walczył we wszystkich ważniejszych konfliktach swoich czasów. Od 1433 roku pełnił urząd stolnika krakowskiego. W 1424 roku dowodził pięciotysięcznym kontyngentem, który posiłkował cesarza Zygmunta Luksemburczyka w walce z husytami. Brał czynny udział w wielkiej wojnie z zakonem krzyżackim w latach 1409–1411, gdzie pokonał wojska krzyżackie w bitwie pod Koronowem. Był jednym z dowódców w wojnie ze zbuntowanym pretendentem do tronu litewskiego Świdrygiełłą. Władysław Jagiełło powierzył mu również delikatne misje dyplomatyczne – w 1416 Piotr posłował do Brabantu, aby zapoznać się z Elżbietą, wdową po miejscowym księciu, kandydatkę na trzecią żonę polskiego monarchy. Zmarł przed 1438 rokiem.